# Alberto Williams
Alberto Williams (ur. 23 listopada 1862 w Buenos Aires, zm. 17 czerwca 1952 tamże) – argentyński kompozytor, dyrygent i pianista.

## Życiorys
Pochodził z rodziny o tradycjach muzycznych. Jego dziadek był Anglikiem. W dzieciństwie uczył się gry na fortepianie u Pedro Becka, następnie był uczniem Nicolása Bassiego (harmonia) i Luisa Bernasconiego (fortepian). Wcześnie zaczął występować jako pianista, w 1879 roku zagrał w Teatro Colón w Buenos Aires. W latach 1882–1889 studiował w Konserwatorium Paryskim u Georges’a Mathiasa i Charles’a Wilfrida de Bériota (fortepian), Auguste’a Duranda (harmonia), Benjamina Godarda (kameralistyka), Ernesta Guirauda (kontrapunkt) i Césara Francka (kompozycja). Po powrocie do Argentyny koncertował i rozwinął działalność jako organizator życia muzycznego. W 1893 roku założył w Buenos Aires własne konserwatorium oparte na wzorcach europejskich, którym kierował do 1941 roku. Uczelnia ta doczekała się ponad 100 filii w całej Argentynie. Organizował cykle koncertów, na których wykonywał repertuar poważny i popularny, w tym własne kompozycje. W 1919 roku założył czasopismo muzyczne „La Quena”, a później wydawnictwo muzyczne o tej nazwie. Był przewodniczącym Comisión de Bellas Artes, a także członkiem Asociación de Conciertos i Asociación Argentina de Compositores.

## Twórczość
W młodzieńczym okresie swojej twórczości tworzył pod wpływem europejskiego romantyzmu, później zwrócił się w kierunku inspiracji argentyńskim folklorem muzycznym. Dojrzała twórczość Williamsa czerpie z nowoczesnych tendencji w muzyce, w tym impresjonizmu, łączonych z elementami narodowymi.

## Wybrane kompozycje
(na podstawie materiałów źródłowych)

### Utwory orkiestrowe
- 9 symfonii (I 1907, II „La bruja de las montañas” 1910, III „La Selva sagrada” 1934, IV „El Ataja-Caminos” 1935, V „El corazón de la muñeca” 1936, VI „La muerte del cometa” 1937, VII „Eterno reposo” 1937, VIII 1938, IX 1939)
- 2 uwertury koncertowe (I 1889, II 1892)
- poemat symfoniczny Poema de las campanas (1913)
- Tres suites argentinas (1923)
- poemat symfoniczny Poema de los mares australes (1933)
- Las milongas de la orquesta (1938)
- poemat symfoniczny Poema del Iguazú (1942)
- Aires de la Pampa (1944)

### Utwory kameralne
- 3 sonaty skrzypcowe (I 1905, II 1906, III 1907)
- Sonata wiolonczelowa (1906)
- Trio fortepianowe (1907)

### Utwory fortepianowe
- El rancho abandonado (1890)
- Primera sonata argentina (1917)

### Utwory na głos i fortepian
- Canciones indicas (1909)